# هولكر ستريت
هولكر ستريت (بالإنجليزية: Holker Street)‏ هو ملعب كرة قدم في كامبريا بإنجلترا. اُفتُتح عام 1909، يتسع الملعب إلى 5000 متفرج.